# 艺术人生

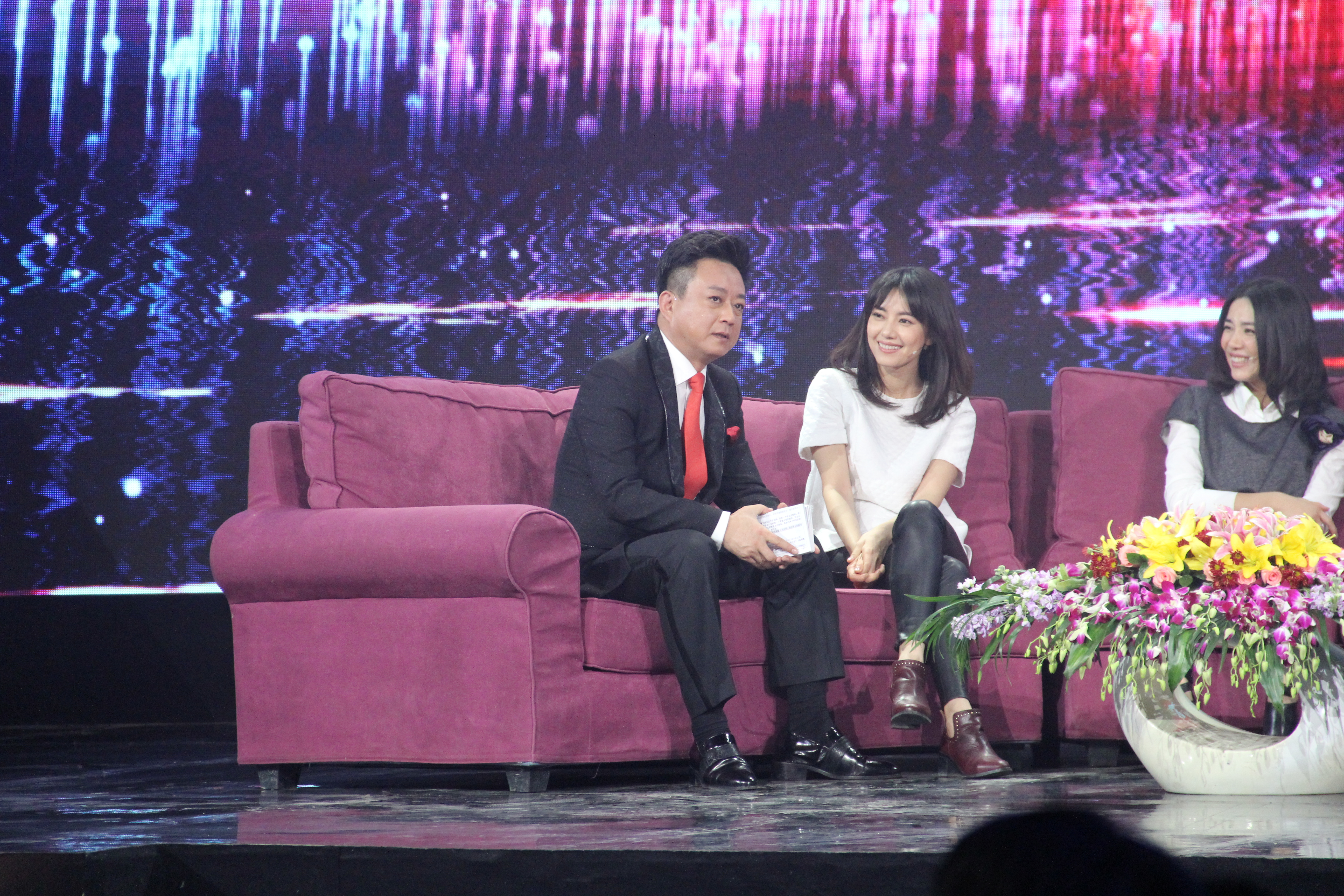
《咱们结婚吧》剧组做客《艺术人生》的特别节目《温暖2013》，左为主持人朱军，中间为演员高圆圆，右为演员王彤。

《艺术人生》是中国中央电视台的一档知名电视节目。其主要内容为邀请艺术界的嘉宾与主持人、观众现场互动，发掘其中的感人故事，讨论人生与世界。节目于2000年12月22日21:00在CCTV-3首次播出。

## 概述
节目使用的叙事手法，强调真诚的情感交流，让观众能从他人的艺术人生中体会到一些闪光的思想价值。《艺术人生》自2000年开播以来，一直保持了较高的收视率，邀请过《西游记》剧组、《红楼梦》剧组、《士兵突击》剧组、李谷一、宋祖英、刘德华、梁朝伟、赵本山、六小龄童、赵雅芝、冯巩、潘长江等知名团体和个人，深受观众喜爱。但主持人朱军“不叫你落泪绝不罢休”的煽情手法滥用也为人诟病，一些忠实观众对此表示失望，而对于收视率下降的说法，节目组在2005年给予过否认，认为收视率数据的下滑和节目的重播次数多有关，同时强调“《艺术人生》不是看明星的，而是看人生的”。

## 节目人员
- 频道总监：郎昆
- 主持人：朱军
- 制片人：王峥
- 制片主任：李广志
- 主编：马宁、李谦、张亚菲
- 编导：詹矿辉、柏松、刘欣、李晓蕾、周文婕、兰洁、刘乙纤、赵晨、刘翔宇、钟文、赵辉
- 制片组：贾明、乔悦、吴世超
- 统筹组：张征、付娟、郭轩铭、黄千叶

## 争议
2007年5月，有网友发帖列举了丛飞、马季、常香玉、高秀敏、戴爱莲、赵丽蓉、傅彪、侯耀文、陈晓旭等知名人士在参加过《艺术人生》都辞世，并调侃《艺术人生》是《遗书人生》而引起网友们的广泛转贴，不过也有人认为这样的“恶搞”有诽谤嫌疑。
另外，节目过分煽情也被人诟病，2005年朱军和冯巩在央视春晚表演的小品《笑谈人生》也调侃了这一点。2009年，有网友爆料在9月2日《艺术人生》录制现场（这次的嘉宾为《孔子》剧组），周润发拉着主持人朱军向现场观众下跪，并称“我看那天朱军都快哭了，这一次是他主持《艺术人生》以来最难忘的经历”，网友们也抓住这个机会对朱军一向煽情的主持手法进行了讽刺，认为周润发做的很解气。